# Machlotes basilewskyi
Machlotes basilewskyi is een keversoort uit de familie knotshoutkevers (Bothrideridae). De wetenschappelijke naam van de soort werd in 1953 gepubliceerd door Malkin.